# Diagnos mord
Diagnos mord (engelska: Diagnosis: Murder) är en amerikansk dramakomedi/kriminalserie för TV, skapad av Joyce Burditt, som sändes i USA på CBS mellan 1993 och 2001 i 8 säsonger med totalt 178 avsnitt.
Serien är en spinoff till Rättvisans män. 

## Synopsis
Serien utspelar sig i sjukhusmiljö och kretsar kring Dr. Mark Sloan (spelad av Dick Van Dyke) som jobbar vid det fiktiva sjukhuset Community General Hospital i Los Angeles. Dr. Sloan är konsult åt den lokala polisen när det gäller att lösa brott, särskilt mord som ägt rum i hans närhet. Dr. Sloan involverade ofta sin son Steve Sloan (Barry Van Dyke) som är polis samt andra läkare på sjukhuset som Amanda Bentley (Victoria Rowell) och Jesse Travis (Charlie Schlatter).
Serien sändes i USA på CBS.

## Rollista
- Dick Van Dyke - Mark Sloan (säsong 1-8)
- Victoria Rowell - Amanda Bentley (säsong 1-8)
- Barry Van Dyke - Steve Sloan (säsong 1-8)
- Scott Baio - Jack Stewart (säsong 1-2)
- Michael Tucci - Norman Briggs (säsong 1-4)
- Delores Hall - Delores Mitchell (säsong 1-2)
- Charlie Schlatter - Jesse Travis (säsong 3-8)

## TV-filmer
Serien fick två uppföljande TV-filmer som sändes under 2002.

## Visning i Sverige
I Sverige har serien sänts på Kanal 5 och senast på TV4 Guld.